# Ex ospedale psichiatrico di Vercelli
L'ex ospedale psichiatrico (o manicomio) di Vercelli è un complesso di edifici originariamente adibiti al mantenimento e alla cura di pazienti con problemi psichici.

## Storia
A Vercelli un manicomio esisteva già nel XIX secolo. Alla fine del 1874 era uno dei quattro manicomi pubblici del Piemonte, ed ospitava 149 pazienti. Il nuovo complesso architettonico fu progettato dall'ing. Luigi Martina e realizzato su terreni appositamente acquisiti. Tra il 1935 e il 1937, mentre ancora il complesso ospedaliero era in costruzione, ne fu nominato direttore lo psichiatra Adamo Mario Fiamberti, che oltre a seguire il completamento della struttura ne elaborò i regolamenti per il futuro funzionamento.

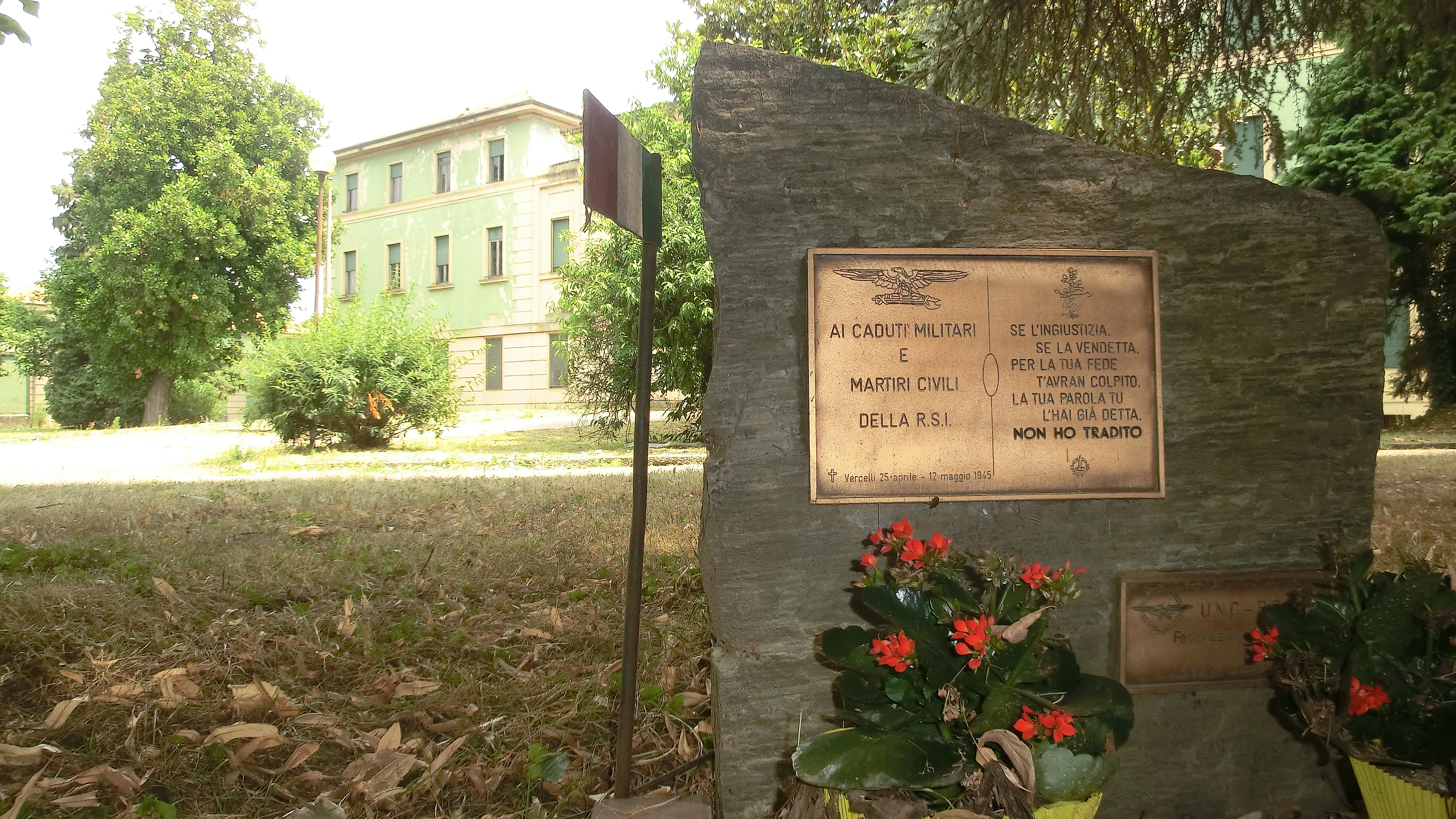
Cippo commemorativo dell'eccidio del 1945

L'ospedale venne completato nel 1937; si trattava di uno degli ospedali psichiatrici più grandi d'Italia,, esteso su una superficie di 28 ettari. Era servito da una apposita stazione della Tranvia Vercelli-Trino. Alla fine della seconda guerra mondiale fu teatro di una strage di fascisti da parte di alcuni partigiani della 182ª Brigata Garibaldi "Pietro Camana".
Dal 1965 diresse l'ospedale Baldassarre Buffa, sindaco di Vercelli. L'ospedale rimase attivo fino al 1978, quando entrò in vigore la legge Basaglia che fece chiudere gli ospedali psichiatrici. Restò comunque in parte utilizzato fino al 1991 e poi definitivamente abbandonato. Alcuni uffici dell'A.R.P.A. provinciale occuparono ancora un padiglione fino al 2022. Nel periodo di graduale dismissione del complesso vi vennero ospitate alcune comunità destinate agli ex-pazienti in vista del loro reinserimento nel tessuto sociale. La visita ai padiglioni è diventata negli ultimi anni piuttosto popolare tra gli appassionati di luoghi abbandonati e/o legati al degrado urbano.

## Il complesso ospedaliero
Il complesso comprende 20 padiglioni. Gli edifici sono sostanzialmente tutti uguali e allineati. Al centro sorge una piccola chiesa, con ancora qualche affresco ormai rovinato. Il padiglione "Carlo Forlanini" si trova nella zona occidentale e vi sono gli alloggi dei pazienti, dove (quelli con problemi più gravi) venivano chiusi in locali molto piccoli, e anche i sotterranei dove pare si svolgesse la cura tramite elettroshock. Gli altri reparti erano perlopiù adibiti alla riabilitazione dei pazienti (anche con metodi sperimentali, alcuni oggi giudicati disumani) e vi erano un auditorium (e teatro), una palestra, un'area per bambini e un'area di accoglienza dei familiari dei pazienti. All'interno di questi padiglioni vi sono ancora schede (di entrata, uscita e di morte dei pazienti), giornali, apparecchiature elettroniche (computer e televisioni), piatti, altri oggetti domestici e libri di psichiatria.